# لورين كوهان
لورين كوهان (بالإنجليزية: Lauren Cohan)‏ مواليد 7 يناير 1982م في فيلادلفيا، الولايات المتحدة، ممثلة وكاتبة ومنتجة يهودية بريطانية أمريكية بدأت مسيرتها الفنية عام 2005. عُرفت بأدوارٍ عدةٍ منها: ميلا تالبوت في مسلسل سوبرنتشرل، وروز في مسلسل يوميات مصاص دماء، وفيفان كولكوف في تشاك، وماغي غرين في مسلسل الموتى السائرون.

## الأعمال
- 2007-2008: سوبرنتشرل
- 2010: العائلة الحديثة
- 2010–2012: يوميات مصاص دماء
- 2011: تشاك
- 2011-الآن: الموتى السائرون
- 2013: القانون والنظام: الوحدة الخاصة للضحايا
- 2016: الولد
- 2017: كل العيون عليّ[4]